# Pragelpass
Der Pragelpass ist ein Gebirgspass in der Schweiz, welcher das Muotatal im Kanton Schwyz mit dem Klöntal im Kanton Glarus verbindet.

## Lage
Der Pragelpass liegt zwischen den Orten Muotathal und Riedern, die Passhöhe liegt auf 1548 m ü. M., westlich davon der Drusberg (2282 m ü. M.), östlich der Pragel (2319 m ü. M.). Die Strasse verläuft mehrheitlich einspurig und steigt vor allem von Schwyz her stark an (bis 18 %), führt dann auf Glarner Seite am Klöntalersee vorbei.
Die Strasse verläuft nördlich parallel zum Klausenpass auf einer genau 400 Meter geringeren Höhe. Trotzdem dauert die Wintersperrung beim Pragelpass länger.
Es bestehen mehrere Verkehrsbeschränkungen (Ausnahmen für Landwirtschaft): es sind nur Fahrzeuge bis 3,5 Tonnen und ohne Anhänger zugelassen, und auf dem ca. 2 km kurzen Stück zwischen Richisau und der Kantonsgrenze GL/SZ (etwa auf halber Strecke zwischen Klöntalersee und Passhöhe) besteht samstags und sonntags ein Fahrverbot für Motorfahrzeuge. Damit kann die Strecke an Wochenenden nicht als Verbindung zwischen dem Glarnerland und der Innerschweiz genutzt werden.
Die Strasse führt auf Schwyzer Seite durch einen seit dem Orkan Lothar naturbelassenen Wald, einen der wenigen Urwälder Europas. Die Passhöhe bietet sich als Ausgangspunkt für eine Wanderung auf die Silberen an, eine in der Schweiz einmalige Karstlandschaft.
Bei Richisau zweigt der Längeneggpass hinüber zum Obersee nahe Näfels ab.

## Geschichte
Im Zweiten Koalitionskrieg zogen sich zwischen dem 29. September und dem 4. Oktober 1799 etwa 15'000 Russen und Österreicher unter Feldmarschall Alexander Suworow über den Pass ins Glarnerland zurück, wobei sie in Kämpfe mit französischen Truppen unter Brigadegeneral Gabriel Molitor verwickelt wurden.
Zwischen 1766 und 1908 scheiterten mehrere Anläufe, eine Strasse über den Pass zu bauen, ebenso wurde eine 1911 projektierte Schmalspurbahn nicht verwirklicht.
Während des Zweiten Weltkriegs wurde der Pass als Teil der Rochadeachse Weisstannental–Muotathal im Falle einer nachhaltigen Zerstörung der Kerenzerbergachse (Strasse und Bahn) mit Militärseilbahnen wintersicher ausgebaut und im Frühjahr 1940 fertiggestellt. Zusammen mit dem Risetenpass sollte er den Munitions- und Verpflegungsnachschub für das Festungsgebiet Sargans aus dem Zentralraum sowie den Transport von Verwundeten vom Militärspital Lochezen in Innerschweizer Militärspitäler ermöglichen.
Die 9,6 Kilometer lange Militärseilbahn MSB101 führte mit drei Sektionen von Vorauen (853 m ü. M.) über die Winkelstation Hinter-Richisau (1135 m ü. M.) zum Pragelpass (1550 m ü. M.) und nach Gutentalboden (1297 m ü. M.) im Muotathal.
1940 wurde die heutige Passstrasse auf Glarner Seite erbaut, der Schwyzer Teil folgte 1974. Der Strassenbau erfolgte durch Genieeinheiten der Reduitbrigade 24. Initiant und Verantwortlicher für den Bau war Claus Cramer, der Kommandant der Brigade, der dafür von den Muotathalern das Ehrenbürgerrecht erhielt.

## Verkehr
Seit 1978 ist ein kurzes Stück der östlichen Rampe (von Richisau bis zur Kantonsgrenze zwischen Glarus und Schwyz) an Wochenenden für den Motorfahrzeugverkehr gesperrt, um den Durchgangsverkehr zu unterbinden.
Ab August 2008 und im Jahre 2009 verkehrte im Sommer der Pragelbus mehrmals täglich zwischen Hölloch und Richisau, im zweiten Jahr in der Nebensaison nur noch an Wochenenden. Im Dezember 2009 wurde das Angebot aus Kostengründen wieder eingestellt.

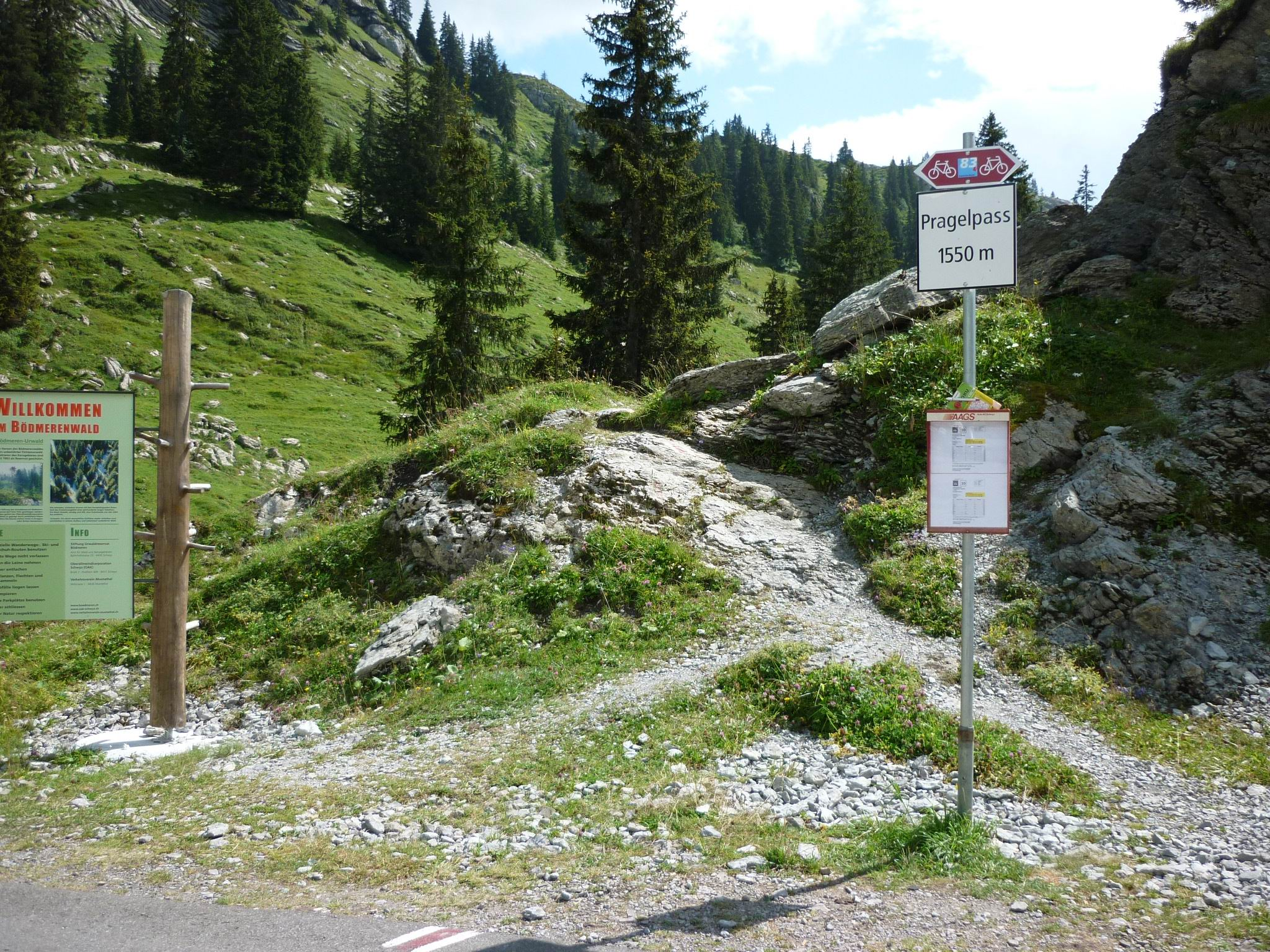
Passhöhe
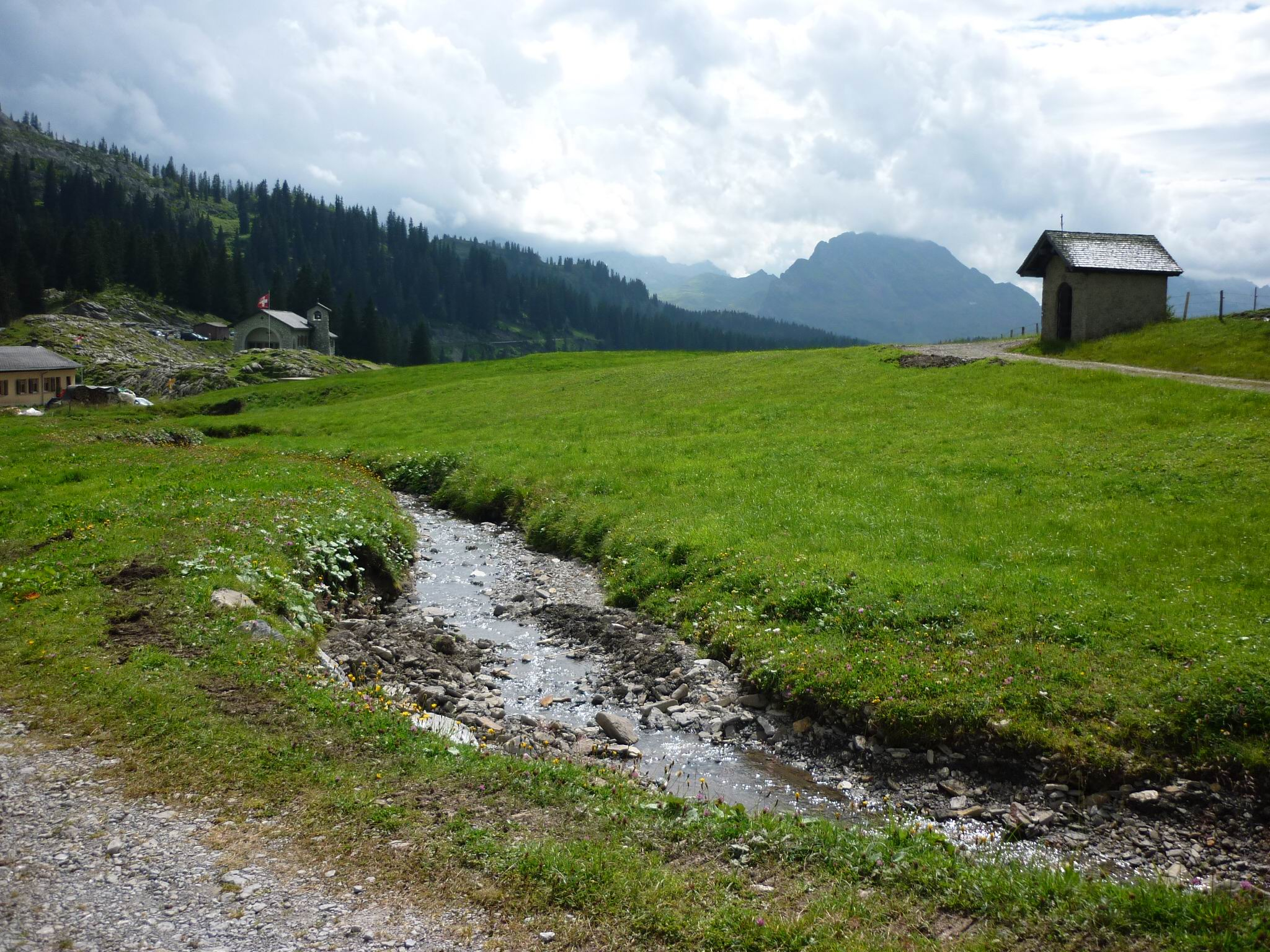
Pragelpass Hochebene, allgemeine Blickrichtung Süd
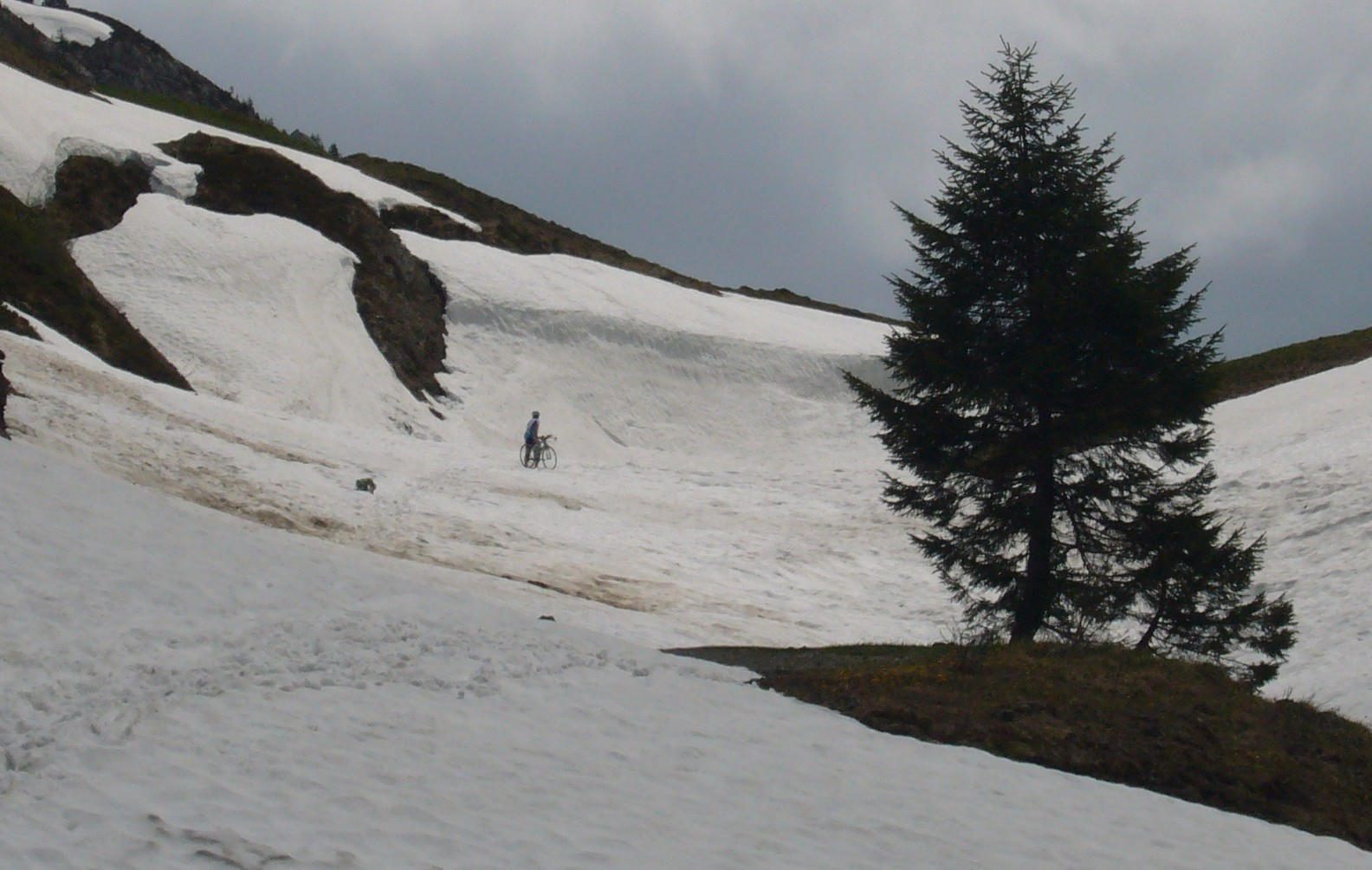
Pragelpass Ende Mai, kurz vor der Passhöhe von der Glarner Seite her